# Festung Europa
Festung Europa (englisch fortress Europe, französisch forteresse Europe) ist eine historische Bezeichnung, die in unterschiedlichen politischen Zusammenhängen gebraucht wird.

## Militärischer Terminus
In der Literatur des frühen 19. Jahrhunderts erscheint die Bezeichnung in Bezug auf die napoleonischen Kriege. So schreibt der Schriftsteller Johann Stephan Schütze im August 1808 von der „belagerten Festung Europa“.
Während des Zweiten Weltkriegs war Festung Europa der von Propagandisten des Auswärtigen Amtes und insbesondere von Joseph Goebbels etablierte und unter den Nationalsozialisten genutzte Begriff für den vom Deutschen Reich und Italien besetzten Teil Europas (Achse Berlin–Rom). Victor Klemperer schrieb in seinem "Notizbuch eines Philologen": So oft der Name Europa während der letzten Jahre in der Presse oder in Reden auftaucht – und je schlechter es um Deutschland steht, umso öfter und umso beschwörender geschieht das –, immer ist dies sein alleiniger Inhalt: Deutschland, die 'Ordnungsmacht', verteidigt die 'Festung Europa'." Bereits Ende 1942 ging an Pressestellen die Anweisung heraus, den Ausdruck Festung Europa nicht mehr zu verwenden, weil dieser mit einer negativen Konnotation einherginge. Festungen seien immer auf Belagerung und Verteidigung eingestellt – Europa befände sich hingegen im Angriff. 1943 war der Ausdruck unter den Nationalsozialisten derart verpönt, dass bald darauf weitere Anordnungen folgten. „Festung Europa“, „europäische Festung“ und vergleichbare Formulierungen seien aus Artikeln gänzlich herauszustreichen und durch „Atlantikwall“ zu ersetzen. Noch am 24. April gebrauchte der Reichsführer SS Heinrich Himmler in seiner Rede an der Universität von Charkiw drei Mal den Begriff „Festung Europa“, die gegen den Feind im Osten immer wieder verteidigt werden musste, wobei Heinrich Himmler in einem historischen Exkurs bis zu den „Mongolenstürmen“ zurückging und davon sprach, dass der jetzige Krieg „nicht der letzte Krieg mit Asien“ sein werde.

## Wirtschaftspolitik
In der Wirtschaft steht der Begriff „Festung Europa“ für die protektionistische Wirtschaftspolitik in der Europäischen Union. So gibt es in der EU Steuern und Maßnahmen, die sich gezielt gegen amerikanische und chinesische Unternehmen richten. Die Europäische Gemeinschaft wurde seit etwa 1989 und später im Zuge des Vertrags von Maastricht zur Gründung der Europäischen Union als ökonomische „Festung Europa“ betrachtet, die das globale Wirtschaftswachstum schwächen und einer Liberalisierung des Welthandels entgegenstehen würde.

## Asyl- und Abschottungspolitik
Seit der ersten Hälfte der 1990er Jahre findet die Bezeichnung Festung Europa in kritischer Absicht Verwendung, um die Abschottungspolitik der EU insbesondere beim Asyl- und Einwanderungsrecht zu beschreiben. In diesem Sinne nutzen ihn unter anderem Journalisten, Politikwissenschaftler sowie politische Aktivisten aus dem No Border Netzwerk, von Amnesty International und der Initiative Pro Asyl, aber auch die Bundeszentrale für Politische Bildung. Die Metapher „Festung Europa“ wird teils als unzureichend befunden, da die Grenzen durchlässig seien und das Grenzregime vor allem durch Entrechtung und Illegalisierung funktioniere.
In jüngerer Zeit wird der Begriff vermehrt von Vertretern rechtspopulistischer, rechtsradikaler und rechtsextremer Parteien und Gruppierungen verwendet – in explizit affirmativer Weise als Forderung nach dem Ausbau europäischer Grenzsicherungsmaßnahmen. Im Zuge der Flüchtlingskrise in Europa 2015 wurde der Begriff unter anderem von Österreichs Innenministerin Johanna Mikl-Leitner verwendet, um ein zukünftiges, strikteres Sicherungssystem an den Außengrenzen der Europäischen Union zu beschreiben. Festung Europa ist auch der Name einer islamfeindlichen Bewegung aus dem Umfeld von Pegida. Sie wurde am 23. Januar 2016 in Prag gegründet. Ihre Sprecherin ist Tatjana Festerling, ihr Manifest die Prager Erklärung. Die Initiative unterstützt rechtsextreme Milizen an der bulgarischen Außengrenze. Im Juni 2018 stellte der Bayerische Ministerpräsident Markus Söder in einem Gastbeitrag für die die Zeitung Die Welt fest: „Früher war der Begriff ‚Festung Europa‘ nur negativ besetzt. Das ändert sich. Die Bürger wollen heute ein sicheres Europa, das ihre kulturelle Identität schützt. Europa muss endlich wieder in der Lage sein, sich besser vor den Veränderungen und Wirren der Welt zu schützen.“

## Verwendung in der Musik
In der Musik wird verschiedentlich auf das Thema Festung Europa Bezug genommen.
im Neonazi-Umfeld
Ian Stuart Donaldson, Sänger der RAC-Band Skrewdriver, bezog sich mit dem auf seinem 1989er Solo-Debüt No Turning Back veröffentlichten Stück Fortress Europe direkt auf die militärische Verteidigung Europas zum Erhalt der „weißen Rasse“. Die rechtsextreme Musikgruppe Kraftschlag veröffentlichte 1997 die EP Festung Europa und befürwortet in dem darauf befindlichen Titelstück indirekt das Schießen an der Grenze zu Europa.
im linken Umfeld
Im Jahr 2003 brachte die britische Musikgruppe Asian Dub Foundation eine Single mit dem Titel „Fortress Europe“ heraus, deren Liedtext fordert: „Tear down the walls of fortress Europe.“ Die Berliner Skatepunk-Band ZSK nimmt in ihrem 2006 veröffentlichten Stück Festung Europa auf sarkastische Weise Bezug auf die Abschottungspolitik.